# University of Montana – Missoula

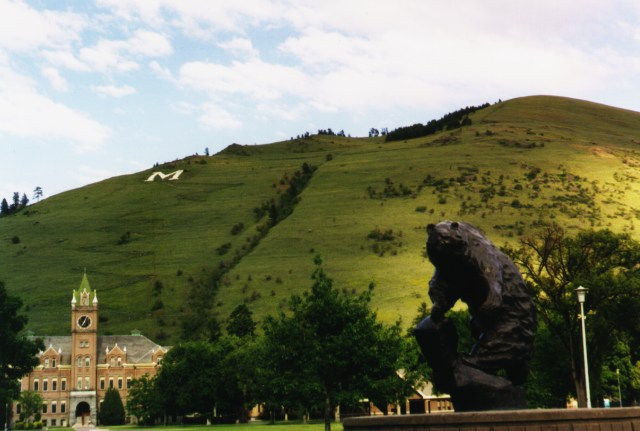
Campus der University of Montana

Die University of Montana – Missoula ist eine staatliche Universität in Missoula im Westen des US-Bundesstaates Montana. Mit 13.602 eingeschriebenen Studenten ist sie die größte Hochschule in Montana. Sie ist der wichtigste Standort des University of Montana System.

## Geschichte
Die Universität wurde 1893 gegründet. Royce Engstrom ist seit 2010 Präsident der Universität, sein Vorgänger war George M. Dennison.

## Fakultäten
- Journalismus
- Geisteswissenschaften
- Forstwirtschaft und Konservation
- Gesundheitsberufe und Biomedizin
- Kunst
- Pädagogik
- Rechtswissenschaften
- Naturwissenschaften
- Wirtschaftswissenschaften
- Davidson Honors College

## Sport
Die Sportmannschaften der University of Montana werden die Grizzlies bzw. Lady Griz genannt. Die Universität ist Teil der Big Sky Conference.

## Persönlichkeiten

### Präsidenten
- Clyde A. Duniway 1808 bis 1812
- George M. Dennisonbis 2010
- Royce Engstrom 2010 bis 2016
- Sheila Sterns 2017 bis 2018
- Seth Bodnar 2018 bis

### Dozenten
- Gloria Conyers Hewitt, Mathematikerin
- Emily Graslie, Wissenschaftskommunikatorin und YouTube-Pädagogin

### Absolventen
- Jeannette Rankin, Politikerin und Anwältin für Frauenrechte; erste Frau, die ein Bundesamt in den Vereinigten Staaten innehatte
- Lily Gladstone, Schauspielerin, die als erste Indigene einen Golden Globe als Beste Hauptdarstellerin gewann[2]